# Hapoel Ironi Rishon LeZion (calcio a 5)
L'Hapoel Ironi Rishon LeZion è un club israeliano di calcio a 5 con sede a Rishon LeZion.
Milita nella massima serie del campionato israeliano, di cui ha vinto le edizioni 2007 e 2008. Grazie ai due successi in campionato, la squadra israeliana ha potuto partecipare alle successive due edizioni della UEFA Futsal Cup, raggiungendo in entrambe le occasioni la fase detta Elite round.
Fa parte della polisportiva nella quale è ricompresa anche l'omonima squadra di calcio.

## Palmarès
- 2 Campionati israeliani: 2006-2007, 2007-2008